# Coupe du monde de tir de l'ISSF 2014
Navigation
Édition précédente Édition suivante
La Coupe du monde de tir de l'ISSF 2014 est la vingt-neuvième édition annuelle de la Coupe du monde organisée par l'ISSF (Fédération internationale de tir sportif).
Elle regroupe toutes les épreuves figurant au programme olympique. 
Trois compétitions de qualification ont lieu entre mars et juillet pour chacune des armes (carabine, pistolet et fusil de chasse) et les meilleurs tireurs sont qualifiés pour les finales en octobre.

## Calendrier
| Dates                      | Lieu         | Pays        | Carabine | Pistolet | Fusil de chasse |
| -------------------------- | ------------ | ----------- | -------- | -------- | --------------- |
| 26 mars au 3 avril         | Fort Benning | États-Unis  | ✔        | ✔        |                 |
| 8 au 15 avril              | Tucson       | États-Unis  |          |          | ✔               |
| 16 au 25 mai               | Almaty       | Kazakhstan  |          |          | ✔               |
| 4 au 13 juin               | Munich       | Allemagne   | ✔        | ✔        | ✔               |
| 13 au 21 juin              | Maribor      | Slovénie    | ✔        | ✔        |                 |
| 1er au 10 juillet          | Pékin        | Chine       | ✔        | ✔        | ✔               |
| 21 au 28 octobre (Finales) | Gabala       | Azerbaïdjan | ✔        | ✔        | ✔               |

## Résultats

### Carabine masculin
| 10 m air comprimé            | 10 m air comprimé            | 50 m 3 positions             | 50 m 3 positions             | 50 m tir couché              | 50 m tir couché              |
| Fort Benning (28 mars)       | Fort Benning (28 mars)       | Fort Benning (30 mars)       | Fort Benning (30 mars)       | Fort Benning (1 et 2 avril)  | Fort Benning (1 et 2 avril)  |
| ---------------------------- | ---------------------------- | ---------------------------- | ---------------------------- | ---------------------------- | ---------------------------- |
| Médaille d'or                | Nazar Louginets              | Médaille d'or                | Niccolo Campriani            | Médaille d'or                | Henri Junghaenel             |
| Médaille d'argent            | Milutin Stefanovic           | Médaille d'argent            | Hongwei Kang                 | Médaille d'argent            | Liu Gang                     |
| Médaille de bronze           | Sergey Richter               | Médaille de bronze           | Nazar Louginets              | Médaille de bronze           | Nickolaus Mowrer             |
| Munich (8 juin)              | Munich (8 juin)              | Munich (11 et 12 juin)       | Munich (11 et 12 juin)       | Munich (9 et 10 juin)        | Munich (9 et 10 juin)        |
| Médaille d'or                | Yang Haoran                  | Médaille d'or                | Nazar Louginets              | Médaille d'or                | Zhao Shengbo                 |
| Médaille d'argent            | Sergey Kruglov               | Médaille d'argent            | Daniel Brodmeier             | Médaille d'argent            | Liu Gang                     |
| Médaille de bronze           | Niccolo Campriani            | Médaille de bronze           | Cao Yifei                    | Médaille de bronze           | Henri Junghaenel             |
| Maribor (15 juin)            | Maribor (15 juin)            | Maribor (19 et 20 juin)      | Maribor (19 et 20 juin)      | Maribor (16 et 17 juin)      | Maribor (16 et 17 juin)      |
| Médaille d'or                | Zhu Qinan                    | Médaille d'or                | Sergueï Kamenskiy            | Médaille d'or                | Lan Xing                     |
| Médaille d'argent            | Peter Sidi                   | Médaille d'argent            | Cao Yifei                    | Médaille d'argent            | Warren Potent                |
| Médaille de bronze           | Milutin Stefanovic           | Médaille de bronze           | Daniel Brodmeier             | Médaille de bronze           | Marcel Buerge                |
| Pékin (3 juillet)            | Pékin (3 juillet)            | Pékin (5 juillet)            | Pékin (5 juillet)            | Pékin (7 et 8 juillet)       | Pékin (7 et 8 juillet)       |
| Médaille d'or                | Nazar Louginets              | Médaille d'or                | Niccolo Campriani            | Médaille d'or                | Hou Kai                      |
| Médaille d'argent            | Yang Haoran                  | Médaille d'argent            | Zhu Qinan                    | Médaille d'argent            | Lan Xing                     |
| Médaille de bronze           | Peter Sidi                   | Médaille de bronze           | Valérian Sauveplane          | Médaille de bronze           | Sam Andersson                |
| Finale : Gabala (23 octobre) | Finale : Gabala (23 octobre) | Finale : Gabala (25 octobre) | Finale : Gabala (25 octobre) | Finale : Gabala (27 octobre) | Finale : Gabala (27 octobre) |
| Médaille d'or                | Nazar Louginets              | Médaille d'or                | Sergueï Kamenskiy            | Médaille d'or                | Daniel Brodmeier             |
| Médaille d'argent            | Niccolo Campriani            | Médaille d'argent            | Daniel Brodmeier             | Médaille d'argent            | Zhao Shengbo                 |
| Médaille de bronze           | Zhu Qinan                    | Médaille de bronze           | Ole Kristian Bryhn           | Médaille de bronze           | Henri Junghaenel             |

### Carabine féminin
| 10 m air comprimé            | 10 m air comprimé            | 50 m 3 positions             | 50 m 3 positions             |
| Fort Benning (29 mars)       | Fort Benning (29 mars)       | Fort Benning (31 mars)       | Fort Benning (31 mars)       |
| ---------------------------- | ---------------------------- | ---------------------------- | ---------------------------- |
| Médaille d'or                | Chang Jing                   | Médaille d'or                | Petra Zublasing              |
| Médaille d'argent            | Ivana Maksimovic             | Médaille d'argent            | Chang Jing                   |
| Médaille de bronze           | Anna Zhukova                 | Médaille de bronze           | Sarah Scherer                |
| Munich (8 juin)              | Munich (8 juin)              | Munich (11 juin)             | Munich (11 juin)             |
| Médaille d'or                | Martina Lindsay Veloso       | Médaille d'or                | Sabrina Sena                 |
| Médaille d'argent            | Katerina Emmons              | Médaille d'argent            | Petra Zublasing              |
| Médaille de bronze           | Andrea Arsovic               | Médaille de bronze           | Chen Dongqi                  |
| Maribor (15 juin)            | Maribor (15 juin)            | Maribor (18 et 19 juin)      | Maribor (18 et 19 juin)      |
| Médaille d'or                | Yi Siling                    | Médaille d'or                | Eva Friedel                  |
| Médaille d'argent            | Wu Liuxi                     | Médaille d'argent            | Yi Siling                    |
| Médaille de bronze           | Ayonika Paul                 | Médaille de bronze           | Snjezana Pejcic              |
| Pékin (3 juillet)            | Pékin (3 juillet)            | Pékin (5 juillet)            | Pékin (5 juillet)            |
| Médaille d'or                | Yi Siling                    | Médaille d'or                | Petra Zublasing              |
| Médaille d'argent            | Du Bei                       | Médaille d'argent            | Chang Jing                   |
| Médaille de bronze           | Zhang Binbin                 | Médaille de bronze           | Chen Dongqi                  |
| Finale : Gabala (23 octobre) | Finale : Gabala (23 octobre) | Finale : Gabala (26 octobre) | Finale : Gabala (26 octobre) |
| Médaille d'or                | Yi Siling                    | Médaille d'or                | Snjezana Pejcic              |
| Médaille d'argent            | Andrea Arsovic               | Médaille d'argent            | Petra Zublasing              |
| Médaille de bronze           | Wu Liuxi                     | Médaille de bronze           | Chang Jing                   |

### Pistolet masculin
| 10 m air comprimé            | 10 m air comprimé            | 25 m tir rapide              | 25 m tir rapide              | 50 m                         | 50 m                         |
| Fort Benning (29 mars)       | Fort Benning (29 mars)       | Fort Benning (1 et 2 avril)  | Fort Benning (1 et 2 avril)  | Fort Benning (1er avril)     | Fort Benning (1er avril)     |
| ---------------------------- | ---------------------------- | ---------------------------- | ---------------------------- | ---------------------------- | ---------------------------- |
| Médaille d'or                | Xuan Vinh Hoang              | Médaille d'or                | Keith Sanderson              | Médaille d'or                | Anton Gourianov              |
| Médaille d'argent            | Sergey Chervyakovskiy        | Médaille d'argent            | Christian Reitz              | Médaille d'argent            | Tomoyuki Matsuda             |
| Médaille de bronze           | Vladimir Gontcharov          | Médaille de bronze           | Chen Kehan                   | Médaille de bronze           | Andrija Zlatic               |
| Munich (11 juin)             | Munich (11 juin)             | Munich (9 et 10 juin)        | Munich (9 et 10 juin)        | Munich (8 et 9 juin)         | Munich (8 et 9 juin)         |
| Médaille d'or                | Pablo Carrera                | Médaille d'or                | Alexei Klimov                | Médaille d'or                | Tomoyuki Matsuda             |
| Médaille d'argent            | Jitu Rai                     | Médaille d'argent            | Hu Haozhe                    | Médaille d'argent            | Wang Zhiwei                  |
| Médaille de bronze           | Pavlo Korostylov             | Médaille de bronze           | Christian Reitz              | Médaille de bronze           | Pablo Carrera                |
| Maribor (19 juin)            | Maribor (19 juin)            | Maribor (16 et 17 juin)      | Maribor (16 et 17 juin)      | Maribor (15 et 16 juin)      | Maribor (15 et 16 juin)      |
| Médaille d'or                | Jitu Rai                     | Médaille d'or                | Christian Reitz              | Médaille d'or                | Damir Mikec                  |
| Médaille d'argent            | Pablo Carrera                | Médaille d'argent            | Zhang Jian                   | Médaille d'argent            | Jitu Rai                     |
| Médaille de bronze           | Anton Gourianov              | Médaille de bronze           | Leonid Ekimov                | Médaille de bronze           | Tomoyuki Matsuda             |
| Pékin (4 juillet)            | Pékin (4 juillet)            | Pékin (5 et 6 juillet)       | Pékin (5 et 6 juillet)       | Pékin (7 juillet)            | Pékin (7 juillet)            |
| Médaille d'or                | Jin Jong-oh                  | Médaille d'or                | Riccardo Mazzetti            | Médaille d'or                | Wang Zhiwei                  |
| Médaille d'argent            | Yusuf Dikec                  | Médaille d'argent            | Zhang Jian                   | Médaille d'argent            | Jin Jong-oh                  |
| Médaille de bronze           | Pu Qifeng                    | Médaille de bronze           | Martin Strnad                | Médaille de bronze           | Pu Qifeng                    |
| Finale : Gabala (25 octobre) | Finale : Gabala (25 octobre) | Finale : Gabala (24 octobre) | Finale : Gabala (24 octobre) | Finale : Gabala (26 octobre) | Finale : Gabala (26 octobre) |
| Médaille d'or                | Sergey Chervyakovskiy        | Médaille d'or                | Leonid Ekimov                | Médaille d'or                | Wang Zhiwei                  |
| Médaille d'argent            | Pablo Carrera                | Médaille d'argent            | Alexei Klimov                | Médaille d'argent            | Tomoyuki Matsuda             |
| Médaille de bronze           | Pang Wei                     | Médaille de bronze           | Li Yuehong                   | Médaille de bronze           | Pang Wei                     |

### Pistolet féminin
| 10 m air comprimé            | 10 m air comprimé            | 25 m                         | 25 m                         |
| Fort Benning (28 mars)       | Fort Benning (28 mars)       | Fort Benning (30 mars)       | Fort Benning (30 mars)       |
| ---------------------------- | ---------------------------- | ---------------------------- | ---------------------------- |
| Médaille d'or                | Antoaneta Boneva             | Médaille d'or                | Heidi Diethelm Gerber        |
| Médaille d'argent            | Heena Sidhu                  | Médaille d'argent            | Nino Salukvadze              |
| Médaille de bronze           | Zorana Arunovic              | Médaille de bronze           | Zhang Jingjing               |
| Munich (12 juin)             | Munich (12 juin)             | Munich (8 et 9 juin)         | Munich (8 et 9 juin)         |
| Médaille d'or                | Guo Wenjun                   | Médaille d'or                | Gundegmaa Otryad             |
| Médaille d'argent            | Klaudia Bres                 | Médaille d'argent            | Munkhbayar Dorjsuren         |
| Médaille de bronze           | Alejandra Zavala             | Médaille de bronze           | Zhang Jingjing               |
| Maribor (19 juin)            | Maribor (19 juin)            | Maribor (15 et 16 juin)      | Maribor (15 et 16 juin)      |
| Médaille d'or                | Zorana Arunovic              | Médaille d'or                | Monika Karsch                |
| Médaille d'argent            | Ekaterina Korshunova         | Médaille d'argent            | Gundegmaa Otryad             |
| Médaille de bronze           | Antoaneta Boneva             | Médaille de bronze           | Antoaneta Boneva             |
| Pékin (5 juillet)            | Pékin (5 juillet)            | Pékin (7 juillet)            | Pékin (7 juillet)            |
| Médaille d'or                | Céline Goberville            | Médaille d'or                | Kim Jang-mi                  |
| Médaille d'argent            | Tien Chia Chen               | Médaille d'argent            | Naphaswan Yangpaiboon        |
| Médaille de bronze           | Olga Kousnetsova             | Médaille de bronze           | Zhang Jingjing               |
| Finale : Gabala (25 octobre) | Finale : Gabala (25 octobre) | Finale : Gabala (23 octobre) | Finale : Gabala (23 octobre) |
| Médaille d'or                | Alejandra Zavala             | Médaille d'or                | Monika Karsch                |
| Médaille d'argent            | Klaudia Bres                 | Médaille d'argent            | Gundegmaa Otryad             |
| Médaille de bronze           | Céline Goberville            | Médaille de bronze           | Zhang Jingjing               |

### Fusil de chasse masculin
| Trap                         | Trap                         | Double Trap                  | Double Trap                  | Skeet                              | Skeet                              |
| Tucson (10 et 11 avril)      | Tucson (10 et 11 avril)      | Tucson (13 avril)            | Tucson (13 avril)            | Tucson (13 et 14 avril)            | Tucson (13 et 14 avril)            |
| ---------------------------- | ---------------------------- | ---------------------------- | ---------------------------- | ---------------------------------- | ---------------------------------- |
| Médaille d'or                | Manavjit Singh Sandhu        | Médaille d'or                | Jeffrey Holguin              | Médaille d'or                      | Luigi Lodde                        |
| Médaille d'argent            | Michael Diamond              | Médaille d'argent            | Joshua Richmond              | Médaille d'argent                  | Stefan Nilsson                     |
| Médaille de bronze           | Alexey Alipov                | Médaille de bronze           | Vitaly Fokeev                | Médaille de bronze                 | Dustin David Perry                 |
| Almaty (23 et 24 mai)        | Almaty (23 et 24 mai)        | Almaty (21 mai)              | Almaty (21 mai)              | Almaty (18 et 19 mai)              | Almaty (18 et 19 mai)              |
| Médaille d'or                | Alberto Fernández            | Médaille d'or                | Daniele Di Spigno            | Médaille d'or                      | Riccardo Filippelli                |
| Médaille d'argent            | Erik Varga                   | Médaille d'argent            | Joshua Richmond              | Médaille d'argent                  | Tore Brovold                       |
| Médaille de bronze           | Fehaid Aldeehani             | Médaille de bronze           | Vasily Mosin                 | Médaille de bronze                 | Alexandr Yechshenko                |
| Munich (6 et 7 juin)         | Munich (6 et 7 juin)         | Munich (9 juin)              | Munich (9 juin)              | Munich (11 et 12 juin)             | Munich (11 et 12 juin)             |
| Médaille d'or                | Antonio Bailon               | Médaille d'or                | Hubert Andrzej Olejnik       | Médaille d'or                      | Jan Sychra                         |
| Médaille d'argent            | Massimo Fabbrizi             | Médaille d'argent            | Walton Eller                 | Médaille d'argent                  | Jin Di                             |
| Médaille de bronze           | Fehaid Aldeehani             | Médaille de bronze           | Jeffrey Holguin              | Médaille de bronze                 | Sebastian Kuntschik                |
| Pékin (3 et 4 juillet)       | Pékin (3 et 4 juillet)       | Pékin (6 juillet)            | Pékin (6 juillet)            | Pékin (8 et 9 juillet)             | Pékin (8 et 9 juillet)             |
| Médaille d'or                | Jiri Liptak                  | Médaille d'or                | Vitaly Fokeev                | Médaille d'or                      | Abdullah Alrashidi                 |
| Médaille d'argent            | Alexey Alipov                | Médaille d'argent            | Hu Binyuan                   | Médaille d'argent                  | Valerio Luchini                    |
| Médaille de bronze           | Daniele Resca                | Médaille de bronze           | Mikhail Leybo                | Médaille de bronze                 | Angelo Moscariello                 |
| Finale : Gabala (24 octobre) | Finale : Gabala (24 octobre) | Finale : Gabala (25 octobre) | Finale : Gabala (25 octobre) | Finale : Gabala (26 et 27 octobre) | Finale : Gabala (26 et 27 octobre) |
| Médaille d'or                | Massimo Fabbrizi             | Médaille d'or                | Jeffrey Holguin              | Médaille d'or                      | Jin Di                             |
| Médaille d'argent            | Giovanni Pellielo            | Médaille d'argent            | Wang Hao                     | Médaille d'argent                  | Azmy Mehelba                       |
| Médaille de bronze           | Alberto Fernández            | Médaille de bronze           | Hu Binyuan                   | Médaille de bronze                 | Alexander Zemlin                   |

### Fusil de chasse féminin
| Trap                         | Trap                         | Skeet                              | Skeet                              |
| Tucson (10 avril)            | Tucson (10 avril)            | Tucson (13 avril)                  | Tucson (13 avril)                  |
| ---------------------------- | ---------------------------- | ---------------------------------- | ---------------------------------- |
| Médaille d'or                | Laetisha Scanlan             | Médaille d'or                      | Danka Bartekova                    |
| Médaille d'argent            | Sarah Wixey                  | Médaille d'argent                  | Wei Meng                           |
| Médaille de bronze           | Catherine Skinner            | Médaille de bronze                 | Kimberly Rhode                     |
| Almaty (23 mai)              | Almaty (23 mai)              | Almaty (18 mai)                    | Almaty (18 mai)                    |
| Médaille d'or                | Zuzana Stefecekova           | Médaille d'or                      | Kimberly Rhode                     |
| Médaille d'argent            | Tatiana Barsuk               | Médaille d'argent                  | Chiara Cainero                     |
| Médaille de bronze           | Fátima Gálvez                | Médaille de bronze                 | Christine Wenzel                   |
| Munich (6 juin)              | Munich (6 juin)              | Munich (11 juin)                   | Munich (11 juin)                   |
| Médaille d'or                | Victoria Rose Burch          | Médaille d'or                      | Kimberly Rhode                     |
| Médaille d'argent            | Janessa Jo Beaman            | Médaille d'argent                  | Brandy Nicole Drozd                |
| Médaille de bronze           | Alessandra Perilli           | Médaille de bronze                 | Haley Dunn                         |
| Pékin (3 juillet)            | Pékin (3 juillet)            | Pékin (8 juillet)                  | Pékin (8 juillet)                  |
| Médaille d'or                | Satu Makela-Nummela          | Médaille d'or                      | Lin Piao Piao                      |
| Médaille d'argent            | Zhu Jingyu                   | Médaille d'argent                  | Simona Scocchetti                  |
| Médaille de bronze           | Chae Hye Gyong               | Médaille de bronze                 | Kim Min-ji                         |
| Finale : Gabala (23 octobre) | Finale : Gabala (23 octobre) | Finale : Gabala (26 et 27 octobre) | Finale : Gabala (26 et 27 octobre) |
| Médaille d'or                | Zuzana Stefecekova           | Médaille d'or                      | Albina Shakirova                   |
| Médaille d'argent            | Janessa Jo Beaman            | Médaille d'argent                  | Wei Meng                           |
| Médaille de bronze           | Catherine Skinner            | Médaille de bronze                 | Danka Bartekova                    |